# Сабанета
Сабанета — місто у Венесуелі, у штаті Барінас. Населення становить 2490 жителів (1990). Є місцем народження колишнього президента Венесуели Уго Чавеса.
Місто було засновано Хуаном де Альама 1787 року. Основна промисловість — тютюнове, бавовняне й цукрове виробництво.